# Clavularia delicatula
Clavularia delicatula is een zachte koraalsoort uit de familie Clavulariidae. De koraalsoort komt uit het geslacht Clavularia. Clavularia delicatula werd in 1931 voor het eerst wetenschappelijk beschreven door Thomson & Dean. 